# ابوریم
ابوریم (به پرتغالی: Aborim) یک سکونتگاه مسکونی در پرتغال است که در بارسلوس واقع شده‌است.

## خصوصیات
ابوریم ۹۷۱ نفر جمعیت دارد.